# 2006年11月體育

## 11月27日
- 意大利國家足球隊隊長法比奥·卡纳瓦罗以173分擊敗隊友保方及法國的亨利，當選今屆歐洲足球先生，亦是歷史上第五位意大利球員獲獎。臺灣新浪網（页面存档备份，存于）

## 11月19日
- 2006年洲際盃棒球賽落幕，由古巴隊在延長賽中以6:3擊敗首度晉級冠軍戰的荷蘭隊，奪下隊史第十次洲際盃冠軍。洲際盃官網
- 2006年网球大师杯赛落幕，罗杰·费德勒夺单打冠军，双打冠军为乔纳斯·比约克曼和麦克斯·米尔尼。masters-cup.com（页面存档备份，存于）

## 11月16日
- 中国中央电视台证实体育评论员黄健翔辞职，并否认与世界杯期间的“激情评论”有关。新华网1新华网2
- 2006年世界女排錦標賽，俄羅斯女排以盤數3比2(15-25, 25-23, 25-18, 20-25, 15-13)力克巴西女排，自前蘇聯在1990年奪冠，16年后再奪錦標。腾讯新聞（页面存档备份，存于）人民网（页面存档备份，存于）
  - 中國女排則以直落3盤（25:19，25-22，25-22）擊敗東都主日本女排，奪得第5名。新华网（页面存档备份，存于）

## 11月15日
- 美國職棒大聯盟波士頓紅襪隊以破紀錄的5111萬美金天價，取得與日本職棒西武獅隊投手松坂大輔的優先議約權，松坂大輔已與經紀人前往美國進行議約。CNN（页面存档备份，存于）、Yahoo!日本、聯合新聞網

## 11月12日
2006年亞洲職棒大賽冠軍戰，中華職棒La New熊以0：1不敵主場的日本職棒北海道日本火腿鬥士，La New熊獲得亞軍，北海道日本火腿鬥士獲得冠軍。

## 10月22日（星期日）
- 菲利浦·馬薩奪得一級方程式賽車巴西大獎賽冠軍，則成功衛冕一級方程式賽車個人總冠軍，而七屆冠軍以第四名完成賽車生涯最後一站。路透社Archive.today的存檔，存档日期2013-01-05
- 2006年台北101國際登高賽，魁克（Paul Crake）與梅爾（Andrea Mayr），分別在男子組與女子組的菁英比賽中，各以10分31秒57與13分28秒70持續衛冕成功。維基新聞